# Pampichuela
Pampichuela è un comune (comisión municipal in spagnolo) dell'Argentina, appartenente alla provincia di Jujuy, nel dipartimento di Valle Grande.
In base al censimento del 2001, nel territorio comunale dimorano 461 abitanti, di cui 159 nella cittadina capoluogo del comune.